# Sicyodes biviaria
Sicyodes biviaria är en fjärilsart som beskrevs av Achille Guenée 1858. Sicyodes biviaria ingår i släktet Sicyodes och familjen mätare. Inga underarter finns listade i Catalogue of Life.